# 栗鸮
栗鸮（学名：Phodilus badius）为草鸮科栗鸮属的鸟类。分布于印度、尼泊尔、锡金、缅甸、泰国、越南、菲律宾、马来西亚、印度尼西亚、斯里兰卡以及中国大陆的海南、广西、云南等地，多生活于季雨林中。该物种的模式产地在印度尼西亚爪哇。

## 保护
- 中国国家重点保护动物等级：二级

## 亚种
栗鸮包括以下亚种
- （学名： Oberholser, 1932）
- （学名： Hume, 1877）
- 栗鸮指名亚种（学名： (Horsfield, 1821)）
- （学名： Chasen, 1937）
- （学名： Hussain & Reza Khan, 1978）
- 栗鸮华南亚种（学名： Robinson, 1927）。在中国大陆，分布于海南、广西、云南等地。该物种的模式产地在印度锡金。[4]